# Juan Pablo Duarte
Pour les articles homonymes, voir Duarte.

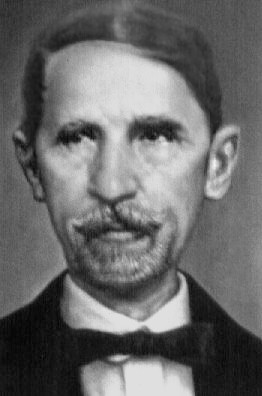
Seule photo de Juan Pablo Duarte.

Juan Pablo Duarte y Diez, né le 26 janvier 1813 à Saint-Domingue (capitainerie générale de Saint-Domingue) et mort le 15 juillet 1876 à Caracas (États-Unis du Venezuela), est un activiste politique et indépendantiste dominicain. Avec Francisco del Rosario Sánchez et Ramón Matías Mella il est un des trois Padres de la Patria (pères de la patrie), fondateurs et héros nationaux de la République dominicaine.

## Origines
Ses parents étaient Juan Jose Duarte, originaire de Vejer de la Frontera dans la province espagnole de Cadix, et Manuela Diez Jiménez, originaire d'El Seibo, et elle-même fille de père espagnol et de mère dominicaine.
Après l'invasion des troupes de la colonie française voisine, à l'initiative de son gouverneur-général l'ancien esclave Toussaint Louverture et au nom de la France en 1801, les Duarte s'exilèrent à Mayaguez, Puerto Rico.
La famille retourna au pays à la fin de la guerre de la Reconquista (1809) qui chassa les dernières troupes françaises de l'île, et s'installa à Santo Domingo.
Son père avait un commerce d'effets de marine et de quincaillerie, unique dans la ville de l'époque, situé à Atarazana (partie occidentale du Río Ozama). C'est ainsi que Juan Pablo naquit le 26 janvier 1813 et fut baptisé à l'Église de Santa Bárbara le 4 février 1813.

## La Trinitariaet l'indépendance
En 1821, la partie espagnole de l'île d'Hispaniola est à nouveau occupée par son voisin, cette fois-ci par les troupes de la République d'Haïti. Malgré l'occupation haïtienne, Juan Pablo Duarte fonde le 16 juillet 1838, La Trinitaria, une société secrète et dissidente, dont l'objectif est de créer une République dominicaine indépendante. Pedro Santana, propriétaire terrien véreux mais puissant, les rejoint peu après.
Dans les années 1840, la situation commence à se détériorer. Le profond ressentiment à l'encontre du despotisme du président haïtien Jean Pierre Boyer et le tremblement de terre dévastateur de 1842 ne font qu'augmenter la tension. Clandestinement, des activistes haïtiens commencent à comploter le renversement de Boyer. Un groupe appelé La réforme collabore avec La Trinitaria.
En 1843, La Trinitaria est devenue une organisation puissante ; chaque personne souhaitant y adhérer se voit obligée de recruter trois adhérents à sa doctrine de libération nationale.
Boyer est destitué et remplacé par Charles Hérard (1789-1850). Toutefois, ce dernier ne témoigne pas plus de sympathie pour l'autonomie dominicaine. Un système de surveillance et d'infiltration est mis en place avec la collaboration de certains éléments pro-haïtiens. Mella est arrêté ; Duarte doit s'exiler à Curaçao ; seul Sanchez peut disparaître dans l'anonymat de la clandestinité de Saint-Domingue et continue à travailler pour le mouvement. Après sa libération le 27 février 1844, Mella, accompagné de Sanchez (Duarte est toujours en exil), devient le centre et le chef d'une opération militaire qui parvient à vaincre la garnison haïtienne à Saint-Domingue.
La première République dominicaine voit le jour. En juillet, Juan Pablo Duarte, de retour de son exil, devient le président de la nouvelle nation, selon les souhaits de la population. Toutefois, Duarte rejette le poste offert et promet des élections libres. Son opposant, Pedro Santana, a moins de scrupules ; il s'empare du pouvoir et oblige les trois autres dirigeants à s'exiler. Duarte vit au Venezuela jusqu'à sa mort en 1876.

## Le héros national
Bien que Juan Pablo Duarte ait passé une grande partie de sa vie en exil et qu'il n'ait pas fait partie intégrante de la fondation officielle de la République dominicaine, son caractère et son intégrité en ont fait un grand héros national.
La dernière demeure de Duarte sur sa terre natale se situe dans la Calle Duarte (rue Duarte) à Santo Domingo. Elle a été aménagée en musée de l'indépendance. Toujours à Santo Domingo, en face du monastère dominicain, se trouve le Parque Duarte (Parc Duarte), orné de la statue du père de l'indépendance.
Presque chaque ville de la République dominicaine possède une rue du nom de Juan Pablo Duarte. Et la pièce d’un peso est à son effigie. Un buste du héros se trouve à Québec au Parc de l'Amérique-Latine.